# نادي ميلو
نادي ميلو لكرة القدم، المعروف أيضًا باسم ميلو إف سي، هو نادي كرة قدم غيني محترف مقره في كانكان، غينيا. مدير النادي هو المدرب الرئيسي مامادوبا سيلا غوشر.
في أغسطس 2023، استضاف نادي ميلو نظيره دريمز الغاني في مباراة الذهاب من الأدوار التمهيدية في كأس الكونفيدرالية الإفريقية 2023–24، حيث تعادلا 1–1 في ملعب لانسانا كونتي في كوناكري. على الرغم من أن الغينيين كانوا متقدمين بنتيجة 1-0 في الشوط الأول خلال مباراة الإياب في ملعب أكرا الرياضي، إلا أن فريق دريمز قلب الموازين ليقصي فريق ميلو من المنافسة بنتيجة 3-2 في مجموع المباراتين.

## تاريخ
تنافس النادي عدة مرات في بطولة غينيا الوطنية. والجدير بالذكر أنه حصل على المركز السادس في البطولة في عام 1992. خلال موسم 2014-2015 من دوري الدرجة الثانية، كان لدى فريق ميلو أقل هجوم في الدوري برصيد 10 أهداف فقط، وحصل على أكبر عدد من البطاقات الحمراء (4). في نهاية موسم 2016-2017، وبعد قضاء اثني عشر عامًا في الأقسام الدنيا، عاد نادي ميلو إلى القسم الأعلى بعد حصوله على المركز الثاني في البطولة برصيد 45 نقطة. وتحقق ذلك بعد فوز الفريق بنتيجة 3-1 على فريق نجم غينيا في المباراة السادسة والعشرين والأخيرة. اختتم الفريق موسم 2016-2017 بـ12 فوزًا و9 تعادلات و5 هزائم، وسجل 34 هدفًا واستقبل 18 هدفًا.

### العودة إلى الدرجة الأولى (2017-2018)
واجه النادي صعوبات في تحقيق الانتصارات عند عودته إلى دوري الدرجة الأولى، حيث تعادل في جميع مبارياته الخمس الأولى. جاء الفوز الأول في اليوم السادس من بطولة غينيا الوطنية بنتيجة 2-1 ضد النادي الصناعي لكمسار [الإنجليزية]. انتهت مباراة الجولة الخامسة عشر بالتعادل السلبي أمام نادي فيول كوليا. وتحقق الفوز الثاني في الجولة السادسة عشر، بفوزه على فريق ساتيلايت [الإنجليزية] من راتوما بنتيجة 1-0. بعد مرور 20 جولة، وجد فريق ميلو نفسه في قاع جدول الدوري برصيد 14 نقطة، بفارق نقطة واحدة فقط عن المركز الأول المؤهل للهبوط والذي يحتله أتليتكو، وأربع نقاط خلف المركز الأول غير المؤهل للهبوط والذي يحتله نادي سلافيا براغا. حقق فريق ميلو الفوز بنتيجة 2-1 على فريق الاتحاد الرياضي للقوات المسلحة الغينية [الإنجليزية]، مما جعله يتخلف بفارق ثلاث نقاط عن فريق شركة غينيا الذهبية. كافح النادي للحفاظ على مكانته في الدرجة الأولى وهبط إلى الدرجة الثانية بعد احتلاله المركز قبل الأخير في بطولة 2017-2018.

### الأداء في الدرجة الثانية (2018–)
بعد الهبوط، غادر سيكو كيتا، هداف النادي في الدوري الممتاز برصيد 15 هدفًا في جميع المسابقات، النادي للانضمام إلى نادي هورويا في دوري الدرجة الأولى.

### موسم 2018-2019
بدأ النادي بفوز ضيق على أرضه ضد آر سي سي كا (1-0). بعد 8 مباريات، وصل فريق ميلو إلى المركز الخامس في البطولة برصيد 12 نقطة. وبحلول اليوم العاشر، صعد فريق كانكان إلى المركز الرابع برصيد 16 نقطة، متأخرًا عن فلام أولمبيك (20 نقطة)، ونادي ماندين (19 نقطة)، ونادي نجم غينيا (18 نقطة). خلال الجولة الثانية عشرة، انتهت مباراة ميلو-ماندين بفوز الفريق المضيف بنتيجة 1-0. أنهى الحكم المباراة في الدقيقة 71 بسبب اقتحام جماهير نادي ماندين الملعب عقب إلغاء هدف التعادل (الذي اعتبره الحكم غير قانوني). حصل نادي ماندين من سيجويري على غرامة قدرها 3 ملايين فرنك غيني من الاتحاد. وفي مباراة الإياب، غادر لاعبو فريق ميلو أرض الملعب في سيجويري بعد حصولهم على ركلة جزاء في الدقيقة 78 بينما كانوا متأخرين بنتيجة 1-0. وشهدت المباراة الأخيرة هزيمة خارج أرضه أمام فريق لوبها، الذي صعد إلى الدرجة الثانية من البطولة الوطنية الغينية، بنتيجة 2-0.